# Calligra Suite
Calligra Suite — пакет офисных приложений, входящий в состав проекта KDE. Изначально создавался как форк пакета KOffice, разрабатывавшегося ранее.
Все компоненты пакета опубликованы под свободными и открытыми лицензиями.

## История
С 1997 проект развивался под названием KOffice, однако 6 декабря 2010 года в результате внутренних разногласий произошло разделение, в результате которого все разработчики, кроме одного покинули KOffice и основали Calligra Suite. Несмотря на разделение выпуск KOffice 2.3 (и его выпуски с исправлением ошибок 2.3.1-2.3.3) готовился совместно.
С 18 мая 2011 года команда Calligra Suite приступила к выпуску регулярных срезов готовящейся собственной версии Calligra Suite 2.4. В настоящее время стабильные версии Calligra Suite выпускаются примерно раз в 3-6 месяцев.
Некоторые компоненты переименованы.
Позже появился новый компонент Author.
По умолчанию в Calligra Suite используется формат OpenDocument.
Осенью 2015 года Krita была выделена в проект, независимый от Calligra, с текущими на тот момент версиями 2.9, которые все еще разрабатывались как часть Calligra 2.9.

## Части
| Часть | Часть     | Описание |
| ----- | --------- | --- |
|       | Words     | Текстовый процессор, ориентированный на стили (вместо конкретных атрибутов шрифта) и врезки (вместо страниц) |
|       | Sheets    | Табличный процессор, ориентированный на совместимость (на уровне встроенных функций) с аналогами (OpenOffice.org Calc, Gnumeric) |
|       | Stages    | Программа подготовки презентаций |
|       | Kexi      | Управление базами данных |
|       | Flow      | Редактор диаграмм и блок-схем |
|       | Karbon    | Векторный графический редактор с различными инструментами рисования и редактирования |
|       | Krita     | Растровый графический редактор, ориентированный на рисование с помощью планшетного устройства, с базовым набором инструментов для обработки готовых изображений                                                                      |
|       | Plan      | Система управлениями проектами, оперирующая диаграммами Ганта |
|       | Braindump | Создание заметок |
|       | Author    | приложение для оформления электронных книг, от построения концепции будущей книги и отслеживания структуры сцен и персонажей, до рецензирования, корректировки и конечной публикации (добавлено в состав офисного пакета 14.08.2012) |